# 航海年鑒
航海年鑒（英語：The Nautical Almanac）自1767年第一版《航海年鑒和天文星曆》（英語：The Nautical Almanac and Astronomical Ephemeris）以來，它一直是英國官方出版的一系列不同標題的年鑒的熟悉名稱：這是第一本包含專門用於方便確定海上經度數據的航海年鑒。它最初由英國的格林尼治皇家天文台出版。國家航海博物館出版了該出版品早期製作過程的詳細說明。
自1958年（1960年發行）以來，英國皇家航海年鑒辦公室和美國海軍天文台聯合出版了統一的「航海年鑒」，供兩國海軍使用。

## 出版歷史
該系列中相關標題的名稱和內容的變化總結如下（下文提到的發行年份是計算相關發行中數據的年份，實際上，這些發行年份在計算年份之前，在不同的歷史時期，提前1至5年發佈。）。
多年來，英國和美國的官方航海年鑒和天文星曆有著悠久的歷史，並於1981年在標題和內容上合併。
在英國，官方出版品：

## 1767年至1959年
- 1767年至1959年：《航海年鑒和天文星曆》包含了天文導航和一般天文數據（這本完整的出版品通常簡稱為《航海年鑒》，尤其是在早些年）。從1832年起，出版責任轉移到了英國皇家航海年鑒辦公室（英语：HM Nautical Almanac Office）。

1767年創刊號的主要特色是將月角距製表，作為根據月球觀測確定海上經度的工具。幾年內，其它國家的年鑒出版商也開始採用製作[[月角距表（月球距離）的方法。直到1906年，英國官方年鑒上繼續公佈月角距，但在那時，月角距的使用在實務中已經减少。此後的一段時間裏，在1907年至1919年的期刊中，給出了如何計算它們的例子。
時間：1767年至1833年的刊物給出了以格林尼治視時間（非平均時）給出了它們的星曆表。這是因為一類重要的用戶是「水手」，而「視時間」是「他將以以下給定的方式通過太陽或恆星的高度獲得相同的時間」。格林尼治標準時間（即平均太陽時）從1834年的刊物開始採用，一直持續到1959。直到1924年的刊物，格林尼治標準時間的時間參數從格林尼治標準中午（在具有相同數位的民用日）的0小時開始計算，從1925年的刊物開始，時間參數的開始點發生了變化，使得0小時變為具有相關數值的民用日期開始的午夜，以便在未來與民用結算一致。
在1767年至1959年期間的部分時間裡，還出版了專門用於航海的獨立副標題：
- 1896年至1913年：《航海年鑒和天文星曆》的第一部分（包含天文導航數據）也作為《航海年鑒和天文星曆，第一部分》單獨出版。
- 1914年至1951年：原第1部分（重新設計後）更名為「海員使用航海年鑒」（英語：The Nautical Almanac Abridged for the Use of Seamen）。
- 1952年至1959年：在進一步重新設計後，它再次更名為「簡明航海年鑒」（並在1960年以後再次更名，簡化為「航海年鑒」）。

## 1960年至1980年
- 從1960年的刊物開始，英國和美國的官方標題被重新設計和統一（就內容而言），標題分別為「天文星曆表」（英語：The Astronomical Ephemeris）和「航海年鑒」（英語：The Nautical Almanac）。

時間：1960年出版的《天文星曆表》引入了一個重大變化，即在主要星曆表中使用曆書時代替平太陽時。但是《航海年鑒》現在繼續作為一份主要面向航海家的單獨出版品，繼續根據平均太陽時（UT）提供表格。

## 1981年迄今
- 從1981年迄今，英國和美國的官方標題已經統一（標題和（重新設計的）內容）：《天文年鑒》（英語：Astronomical Almanac）和《航海年鑒》（英語：The Nautical Almanac）[4]。

## 在美國的英國《航海年鑒》
在美國，官方（最初是單獨的）一系列星曆表出版品以1855年的《美國星曆表和航海年鑒》（英語：American Ephemeris and Nautical Almanac）開始；但在此之前，英國的《航海年鑒》普遍在美國和美國船隻使用 – 有時以獨立印刷的美國「印象」的形式出現。

## 現代的替代資料來源
年鑒的數據現在也可以從美國海軍天文台線上獲得。

## 外部連結
- HM Nautical Almanac Office: Publications （页面存档备份，存于）
- Online catalogue to copies of the Nautical Almanac held as part of the Royal Greenwich Observatory Archives at Cambridge University Library （页面存档备份，存于）
- Nautical Almanac on Internet Archive for 1922, 1861, 1820, 1773 etc.
- Essay about The Nautical Almanac, by Sophie Waring, with digitised original documents relating to its creation. 的存檔，存档日期10 March 2014.